# Saison 2025-2026 du Standard de Liège
Maillots
Chronologie
Saison précédente Saison suivante
L' exercice 2025-2026 du Standard de Liège voit le club évoluer en Jupiler Pro League. C'est la 109e saison des Rouches au plus haut niveau du football national, la 104e consécutive, record absolu au sein du Royaume. Il participe également à la Coupe de Belgique.

## Historique

### Avant-saison
Le poste de président est vacant, Giacomo Angelini occupe la fonction de CEO, Marc Wilmots est nommé directeur sportif et Pierre François est manager général du club. Le 16 juin 2025, le club annonce l'arrivée de Mircea Rednic comme entraineur, douze années après avoir quitté le club qu'il avait qualifié pour la Ligue Europa 2013-2014.

## Équipement
| Marque : Macron           |
| Sponsors maillot : Circus |

## Transferts[1]

### Mercatod'été

#### Transferts entrants[2]
| Nom                 | Poste             | Nationalité sportive | Provenance                | Transfert | Note                        |
| ------------------- | ----------------- | -------------------- | ------------------------- | --------- | --------------------------- |
| Adnane Abid         | attaquant         | Belgique             | Patro Eisden Maasmechelen | 1,3 M €   |                             |
| Mohamed El Hankouri | milieu de terrain | Maroc                | FC Magdebourg             | Libre     |                             |
| Thomas Henry        | attaquant         | France               | Hellas Verona             | Libre     | était en prêt au Palermo FC |
| Josué Homawoo       | défenseur         | Togo                 | Dinamo Bucarest           | Libre     |                             |
| Marco Ilaimaharitra | milieu de terrain | Madagascar           | KV Courtrai               | Libre     |                             |
| Nayel Mehssatou     | milieu de terrain | Chili                | KV Courtrai               | Libre     |                             |
| Tobias Mohr         | attaquant         | Allemagne            | FC Schalke 04             | Libre     |                             |
| Casper Nielsen      | milieu de terrain | Danemark             | Club Bruges               | 1 M €     |                             |
| Timothé Nkada       | attaquant         | France               | Rodez AF                  | 1,8 M €   |                             |
| Lucas Pirard        | gardien de but    | Belgique             | KV Courtrai               | Libre     |                             |
| Rafiki Saïd         | attaquant         | Comores              | ESTAC Troyes              | 2,5 M €   |                             |

#### Transferts sortants
| Nom                     | Poste             | Nationalité sportive | Destination          | Transfert       | Note                       |
| ----------------------- | ----------------- | -------------------- | -------------------- | --------------- | -------------------------- |
| Sotíris Alexandrópoulos | milieu de terrain | Grèce                | Sporting Portugal    | fin de prêt     |                            |
| Muhammed Badamosi       | attaquant         | Gambie               | FK Čukarički         | fin de prêt     |                            |
| Gavin Bazunu            | gardien de but    | Irlande              | Southampton FC       | fin de prêt     |                            |
| Soufiane Benjdida       | attaquant         | Maroc                |                      | fin de contrat  |                            |
| Marko Bulat             | milieu de terrain | Croatie              | Dinamo Zagreb        | fin de prêt     |                            |
| Ilay Camara             | milieu de terrain | Sénégal              | RSC Anderlecht       | 4,5 M € + bonus | option levée le 16.04.2025 |
| Brahim Ghalidi          | milieu de terrain | Maroc                | NAC Breda            | libre           |                            |
| Laurent Henkinet        | gardien de but    | Belgique             | /                    | fin de carrière |                            |
| Andréas Hountondji      | attaquant         | Bénin                | Burnley FC           | fin de prêt     |                            |
| Jean Thierry Lazare     | milieu de terrain | Côte d'Ivoire        | Union Saint-Gilloise | fin de prêt     |                            |
| Nathan Ngoy             | défenseur         | Belgique             | LOSC Lille           | 4,5 M €         |                            |
| Lucas Noubi             | défenseur         | Belgique             | Deportivo La Corogne | libre           |                            |
| Aiden O'Neill           | milieu de terrain | Australie            | New York City FC     | 2 M €           | transféré le 23.04.2025    |
| Attila Szalai           | défenseur         | Hongrie              | TSG Hoffenheim       | fin de prêt     |                            |
| Andi Zeqiri             | attaquant         | Suisse               | KRC Genk             | fin de prêt     |                            |

### Mercato d'hiver

#### Transferts entrants[2]
| Nom | Poste | Nationalité sportive | Provenance | Transfert | Note |
| --- | ----- | -------------------- | ---------- | --------- | ---- |
|     |       |                      |            |           |      |

#### Transferts sortants[2]
| Nom | Poste | Nationalité sportive | Destination | Transfert | Note |
| --- | ----- | -------------------- | ----------- | --------- | ---- |
|     |       |                      |             |           |      |

## Résultats[4]

### Matches de préparation
| Date       | Adversaire     | Division | Lieu | Résultat | Buteurs pour le Standard              | Note                              |
| ---------- | -------------- | -------- | ---- | -------- | ------------------------------------- | --------------------------------- |
| 28/06/2025 | R Aubel FC     | D3ACFF   | Ext  | 0-3      | Abid 15e, Da Silva 88e, Nam James 90e |                                   |
| 04/07/2025 | MVV Maastricht | D2       | Dom  | 2-0      | Karamoko 17e, Gboua 49e               | Huis-clos (SL16 Football Campus)  |
| 09/07/2025 | US Bologne     | D3       | Ext  | 0-1      | Fossey 56e                            |                                   |
| 12/07/2025 | RC Lens        | D1       | Ext  | 2-2      | Abid 1re, Mohr 5e                     | Huis clos (La Gaillette)          |
| 17/07/2025 | RAEC Mons      | D1ACFF   | Dom  | 2-0      | Mehssatou 7e, Abid 29e                | Huis-clos (SL16 Football Campus)} |

### Division 1A

#### Phase régulière
| Date                 | N o | Adversaire           | Lieu | Résultat | Buteurs pour le Standard           | Points | Place | Affluence | Note      |
| -------------------- | --- | -------------------- | ---- | -------- | ---------------------------------- | ------ | ----- | --------- | --------- |
| S 26/07/2025 - 20:45 | J01 | RAAL La Louvière     | Ext  | 0-2      | Henry 5e , Ilaimaharitra 39e (pen) | 3      | 3e    |           |           |
| S 02/08/2025 - 18:15 | J02 | FCV Dender EH        | Dom  | 1-1      | Eckert 66e                         | 4      | 4e    |           |           |
| D 10/08/2025 - 18:30 | J03 | KRC Genk             | Dom  | 2-1      | Henry 37e (pen), Fossey 54e        | 7      | 3e    |           |           |
| S 16/08/2025 - 20:45 | J04 | Union Saint-Gilloise | Ext  | 3-0      |                                    | 7      |       |           | 25e Henry |
| S 23/08/2025 - 18:15 | J05 | Cercle Bruges        | Dom  |          |                                    |        |       |           |           |
| S 30/08/2025 - 20:45 | J06 | OH Louvain           | Ext  |          |                                    |        |       |           |           |
| V 12/09/2025 - 20:45 | J07 | KV Malines           | Dom  |          |                                    |        |       |           |           |
| V 19/09/2025 - :     | J08 | KVC Westerlo         | Ext  |          |                                    |        |       |           |           |
|                      | J09 |                      |      |          |                                    |        |       |           |           |
|                      | J10 |                      |      |          |                                    |        |       |           |           |
|                      | J11 |                      |      |          |                                    |        |       |           |           |
|                      | J12 |                      |      |          |                                    |        |       |           |           |
|                      | J13 |                      |      |          |                                    |        |       |           |           |
|                      | J14 |                      |      |          |                                    |        |       |           |           |
|                      | J15 |                      |      |          |                                    |        |       |           |           |
|                      | J16 |                      |      |          |                                    |        |       |           |           |
|                      | J17 |                      |      |          |                                    |        |       |           |           |
|                      | J18 |                      |      |          |                                    |        |       |           |           |
|                      | J19 |                      |      |          |                                    |        |       |           |           |
|                      | J20 |                      |      |          |                                    |        |       |           |           |
|                      | J21 |                      |      |          |                                    |        |       |           |           |
|                      | J22 |                      |      |          |                                    |        |       |           |           |
|                      | J23 |                      |      |          |                                    |        |       |           |           |
|                      | J24 |                      |      |          |                                    |        |       |           |           |
|                      | J25 |                      |      |          |                                    |        |       |           |           |
|                      | J26 |                      |      |          |                                    |        |       |           |           |
|                      | J27 |                      |      |          |                                    |        |       |           |           |
|                      | J28 |                      |      |          |                                    |        |       |           |           |
|                      | J29 |                      |      |          |                                    |        |       |           |           |
|                      | J30 |                      |      |          |                                    |        |       |           |           |

#### Play-offs
| Date | N o | Adversaire | Lieu | Résultat | Buteurs pour le Standard | Points | Place | Affluence | Note |
| ---- | --- | ---------- | ---- | -------- | ------------------------ | ------ | ----- | --------- | ---- |
|      | J01 |            |      |          |                          |        |       |           |      |

### Coupe de Belgique
| Date | Tour               | Club visité | Club visiteur | Aller | Retour | Total | Buteurs pour le Standard | Affluence | Note |
| ---- | ------------------ | ----------- | ------------- | ----- | ------ | ----- | ------------------------ | --------- | ---- |
|      | Seizième de finale |             | ()            |       | /      | /     |                          |           |      |

## Statistiques
Matches de championnat de Belgique + play-offs + matches de coupe de Belgique. 
Les matches amicaux ne sont pas pris en compte.

### Classement des buteurs
(au )
| Rang | Joueur | Buts |
| ---- | ------ | ---- |
| 1er  |        |      |

### Classement des passeurs
(au )
| Rang | Joueur | Assists |
| ---- | ------ | ------- |
| 1er  |        |         |

### Cartons rouges
(au )
| Rang | Joueur | Exclusion |
| ---- | ------ | --------- |
| 1er  |        |           |